# 国鉄タ2900形貨車
国鉄タ2900形貨車（こくてつタ2900がたかしゃ）は、かつて日本国有鉄道（国鉄）に在籍した私有貨車（タンク車）である。

## 概要
1946年（昭和21年）8月12日にタム100形より3両（タム1100 - タム1102→タ2900 - タ2902）の専用種別変更（濃硝酸→メタノール）が行われ形式名は新形式であるタ2900形とされた。
種車であるタム100形の専用種別は火薬の原料になる濃硝酸であり、戦後になり稼働率が低下していた。改造後の積載荷重は15 tから8 t積に減トンされた。
本形式の他にメタノールを専用種別とする形式には、タ3500形（9両）、タム3400形（1両）、タム3700形（74両）、タム3450形（1両）、タム23700形（1両）、タサ3800形（109両）、タキ5200形（109両）、タキ7950形（25両）の8形式があった。
以降タム100形よりの専用種別変更編入によりタ2930まで増備が続けられた。車両によっては本形式に編入後別形式（タ3050形等）へ改造され、更にその後再び本形式へ復帰した車も存在した。この際車両番号は同一番号が割り振られた。この為本形式在籍車数は31両ではなく39両である。
落成時の所有者は、住友化学工業の4両（タ2927 - タ2930）を除いて全て東洋高圧工業であった。
貨物列車の最高速度引き上げが行われた1968年（昭和43年）10月1日ダイヤ改正対応のため、一段リンク式として落成した車両の軸ばね支持方式が二段リンク式に改造された。
塗色は、黒であり、寸法関係は一例として全長は8,400 mm、全幅は2,500 mm、全高は3,800 mm、軸距は3,800 mm、自重は8.6 t - 9.4 t、換算両数は積車1.8、空車1.0、車軸は12 t長軸であった。
1972年（昭和47年）12月25日に最後まで在籍した1両（タ2926二代）が廃車になり同時に形式消滅となった。